# Cycloaddition
Une cycloaddition est une réaction chimique de cyclisation au cours de laquelle « deux molécules (ou parties d'une même molécule) insaturées ou plus se combinent pour former un adduit cyclique dans lequel il y a une réduction de la multiplicité de liaison. »
Les cycloadditions sont habituellement caractérisées par le nombre d'électrons impliqués par chacun des réactifs, indiqués entre crochets. Ainsi, la réaction de Diels-Alder est une cyclo-addition [4 + 2]. Une autre caractérisation utilise le nombre d'atomes impliqués dans  la réaction, et utilise la notation entre parenthèses.

## Mécanisme
La majeure partie des cycloadditions sont des réactions péricycliques qui sont activées par la chaleur ou par irradiation photochimique.
Pour des raisons de symétrie moléculaire d'orbitales d'après les règles de Woodward–Hoffmann, les mécanismes varient selon le type d'activation de la cycloaddition (thermique ou photochimique) et le nombre d'électrons impliqués.
Le cycle formé par cycloaddition peut d'ailleurs s'ouvrir en effectuant la réaction inverse lorsqu'il est soumis aux mêmes conditions. Le point d'équilibre déterminera si la cycloaddition est favorisée ou non.